# Giacomo Bellacchi
Giacomo Bellacchi (Altamura, 9 dicembre 1838 – Firenze, 25 febbraio 1924) è stato un matematico italiano.

## Biografia
Diplomato presso la Scuola Normale Superiore di Pisa, fu insegnante prestigioso presso la Scuola militare e l'Istituto Tecnico Toscano, dove ebbe come allievo Vito Volterra.
Nel corso della sua carriera si occupò di Geometria e Algebra; scrisse numerosi trattati (vd. bibliografia), tra cui l'importante Introduzione storica alla teoria delle funzioni ellittiche, che ebbe diffusione in tutto il mondo, e di vari testi scolastici, anche di livello universitario.
La biblioteca della Fondazione Scienza e Tecnica di Firenze ha intitolato a Giacomo Bellacchi il proprio fondo speciale composto dalle opere di matematica.